# 비비추 (음악 그룹)
비비추(Vivichu)는 대한민국의 3인조 트로트 걸그룹이다. 2016년 트롯걸이라는 팀명으로 싱글 앨범 [올래말래]로 데뷔했으며, 2020년 팀명이 비비추로 바뀌었다.

## 음반
- 올래말래 (2016)
- 꼬리잡기 (2018)
- ViViChu (2020)
- 거절은 거절할게요 (2021)

## 방송
- 피싱캠프 탁탁 (2018)
- 내일은 미스트롯 (2019) - Top94
- 콘테스트M (2020) - 은상

## 공연
- 신 트롯열전 (2019)

## 수상
- 제28회 대한민국 문화연예대상 성인가요걸그룹상 (2020)
- 제13회 대한민국 문화예술 명인대상 및 봉사인 대상 올해의 봉사 그룹 부문 대상 (2020)